# برنت یوهانسون
برنت یوهانسون (انگلیسی: Bernt Johansson؛ زادهٔ ۱۸ آوریل ۱۹۵۳) دوچرخه‌سوار اهل سوئد است.
از باشگاه‌هایی که در آن بازی کرده‌است می‌توان به تیم دوچرخه‌سواری آتالا اشاره کرد.